# 北海道道33号美唄月形線
北海道道33号美唄月形線（ほっかいどうどう33ごう びばいつきがたせん）は、北海道美唄市と樺戸郡月形町を結ぶ道道（主要地方道）である。

## 概要

### 路線データ
- 起点：北海道美唄市大通西1条南3丁目（国道12号交点）
- 終点：北海道樺戸郡月形町市北1（国道275号交点）
- 総延長：16.915 km[1]
- 実延長：14.309 km[1]
- 重用延長：2.606 km[1]

## 歴史
- 1954年（昭和29年）3月30日 - 93号として路線認定[2]。
- 1993年（平成5年）5月11日 - 建設省から、道道美唄月形線が美唄月形線として主要地方道に指定される[3]。
- 1994年（平成6年）10月1日 - 33号に路線番号を変更[4]。

## 路線状況

### 重複区間
- 北海道道139号江別奈井江線：美唄市西美唄町元村美富
- 北海道道6号岩見沢月形線・北海道道275号月形峰延線：美唄市西美唄町大曲 - 樺戸郡月形町字階楽町、終点

### 道路施設
主な橋梁
- 月形大橋（石狩川）= 美唄市西美唄町大曲 - 月形町字新生（道道6号・道道275号重複区間）

## 地理

### 通過する自治体
- 空知総合振興局
  - 美唄市
  - 樺戸郡月形町

### 交差する道路
美唄市

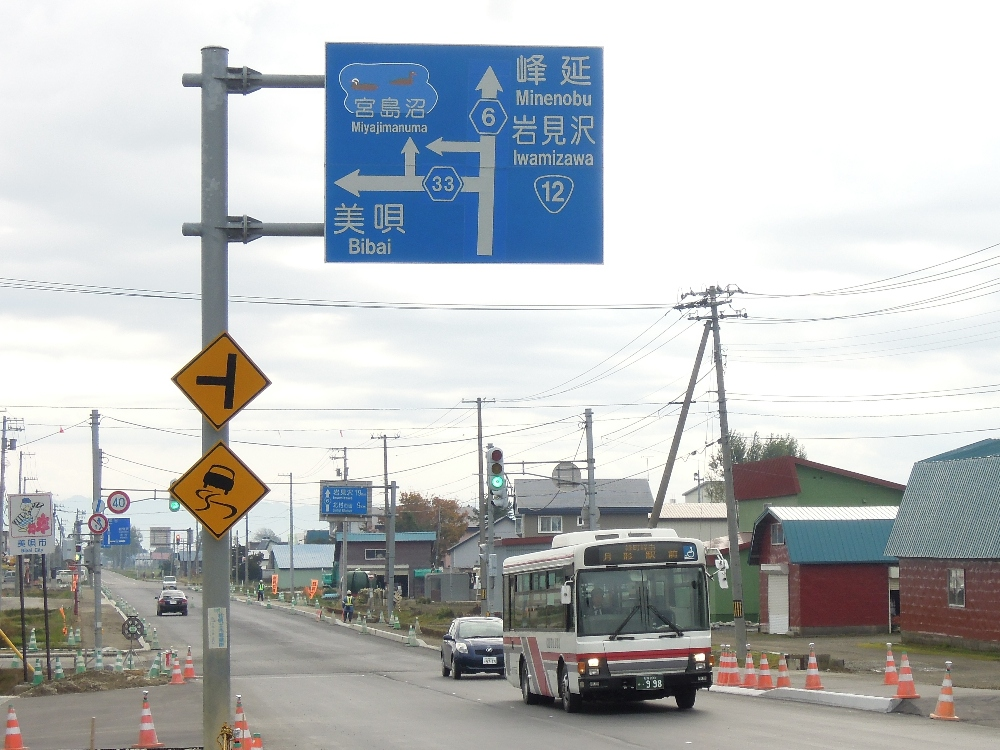
北海道道6号岩見沢月形線との分岐点。写真手前と奥が北海道道6号岩見沢月形線、写真左が北海道道33号美唄月形線。2013年10月

- 国道12号 - 大通西1条南3丁目（起点）
- 北海道道921号開発峰延線 - 開発町南
- 北海道道979号開発茶志内線 - 開発町南
- 北海道道139号江別奈井江線 - 西美唄町元村美富
- 北海道道6号岩見沢月形線 - 西美唄町大曲

月形町
- 国道275号 - 市北1（終点）

### 沿線にある施設など
美唄市
- 美唄市保健センター
- 美唄警察署上美唄駐在所
- 上美唄簡易郵便局

月形町
- 皆楽公園